# Lilla Lången, Västmanland
Lilla Lången är en sjö i Hällefors kommun i Västmanland och ingår i Göta älvs huvudavrinningsområde.